# Pescăraș albastru
Pescărașul albastru, cunoscut și ca pescărel albastru, este o pasăre care face parte din familia Alcedinidae reprezentată printr-o singură specie în Europa Centrală. Arealul lui de răspândire este Europa, Asia și Africa de Nord. Pasărea trăiește pe malul apelor curgătoare repezi sau al celor stătătoare cu apa clară unde trăiesc pești. Hrana principală sunt peștii mici, insectele acvatice, larvele acestora dar și crustaceii mici și mormolocii. În ultimul timp, efectivul de păsări s-a refăcut după o perioadă în care această pasăre era o specie periclitată.

## Etimologie
Numele de gen provine din cuvântul latin alcyon. Conform descrierii mitologice, Alcyon, fiica lui Eolus, a fost salvată din apă și transformată în pescăraș albastru de către zei după naufragiul în care a murit soțul ei. Numele de specie atthis se consideră că provine de la o frumoasă femeie din Lesbos, favorită a poetei Sappho. În altă variantă mitologică atthis era numele unui tânăr indian, fiul lui Limniace, zeița ocrotitoare a Gangelui.

## Galerie

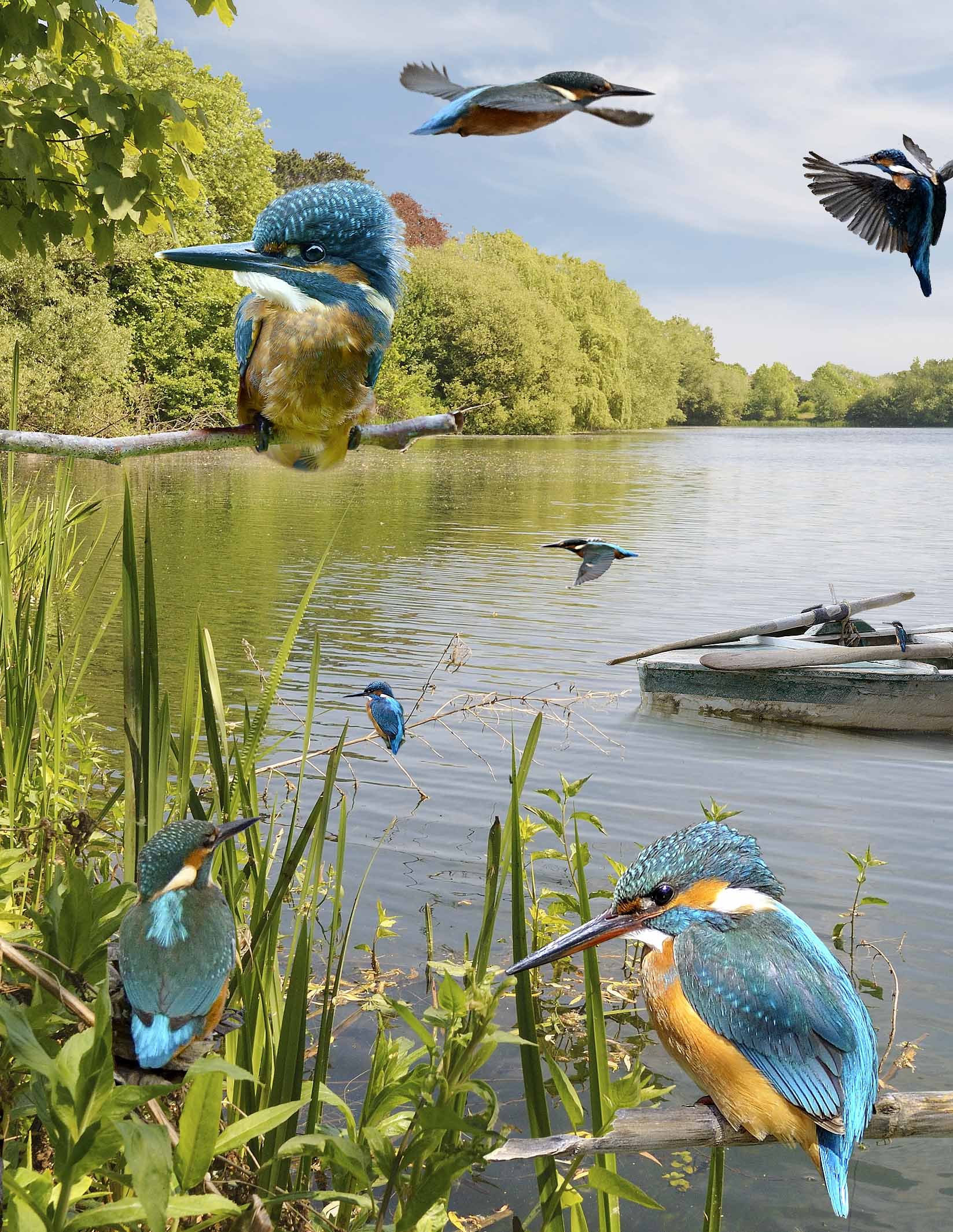
Pescărașul albastru după Crossley ID Guide Britain and Ireland
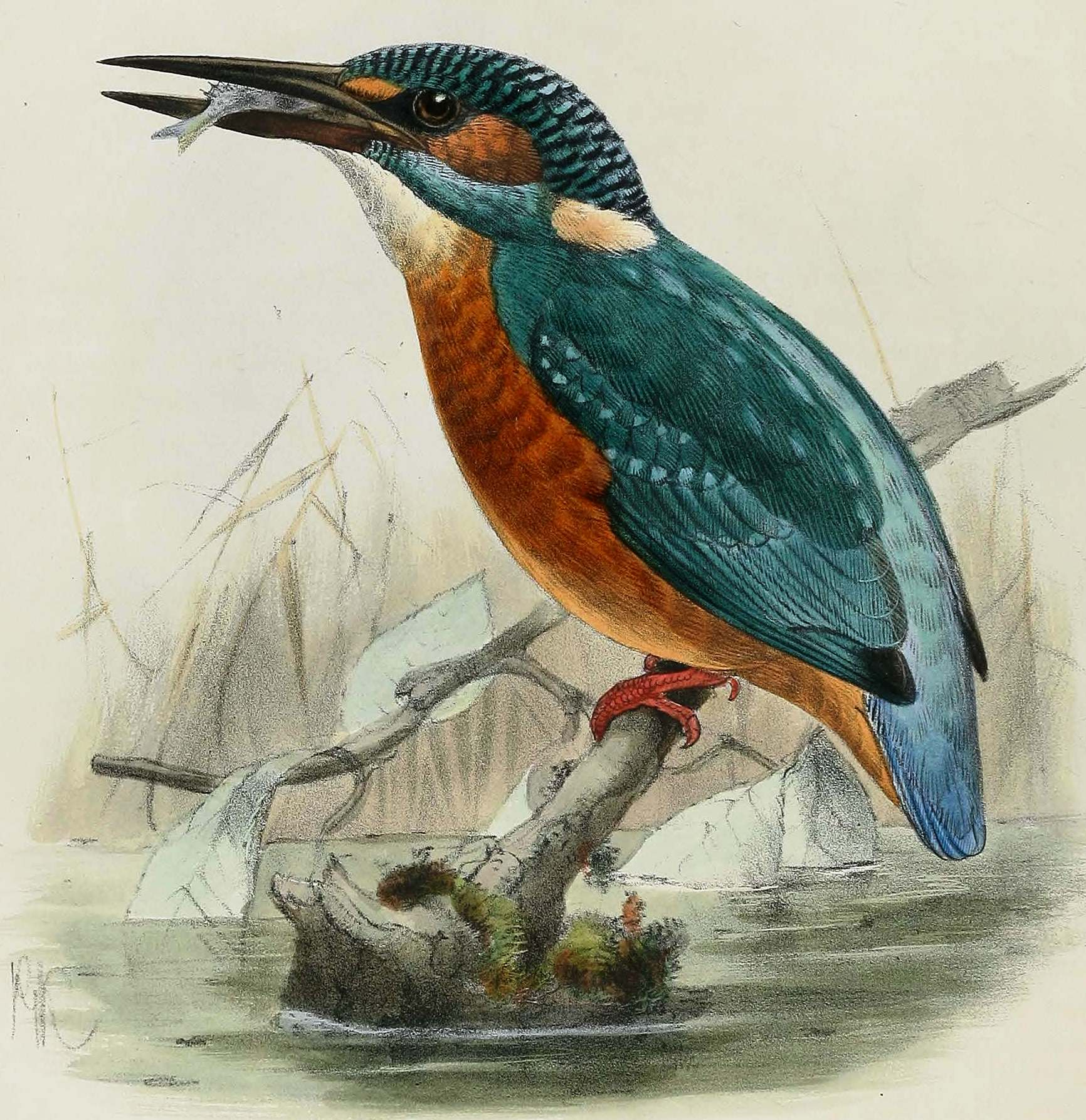
Pescărașul albastru după Dresser
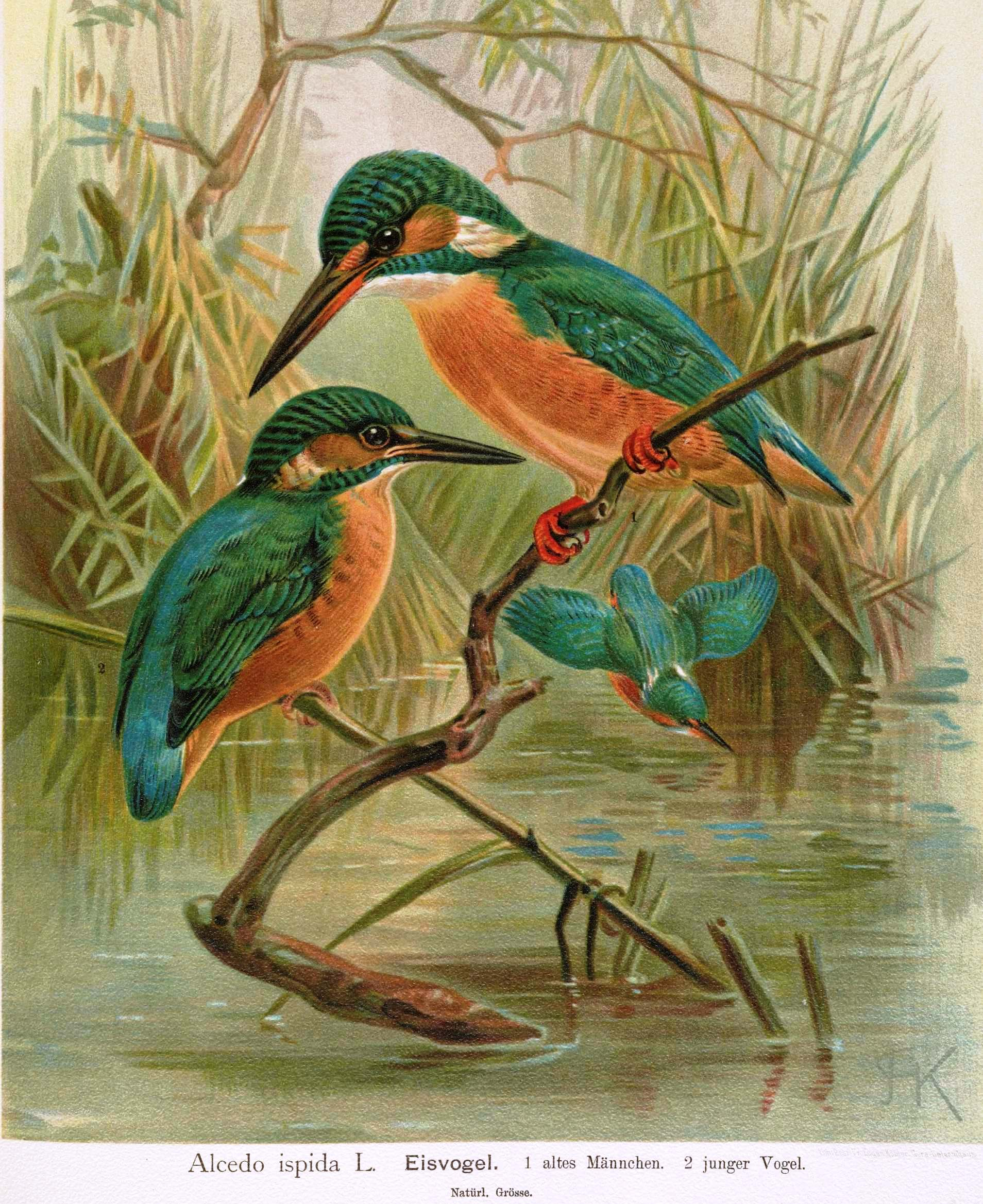
Pescărașul albastru după Naumann
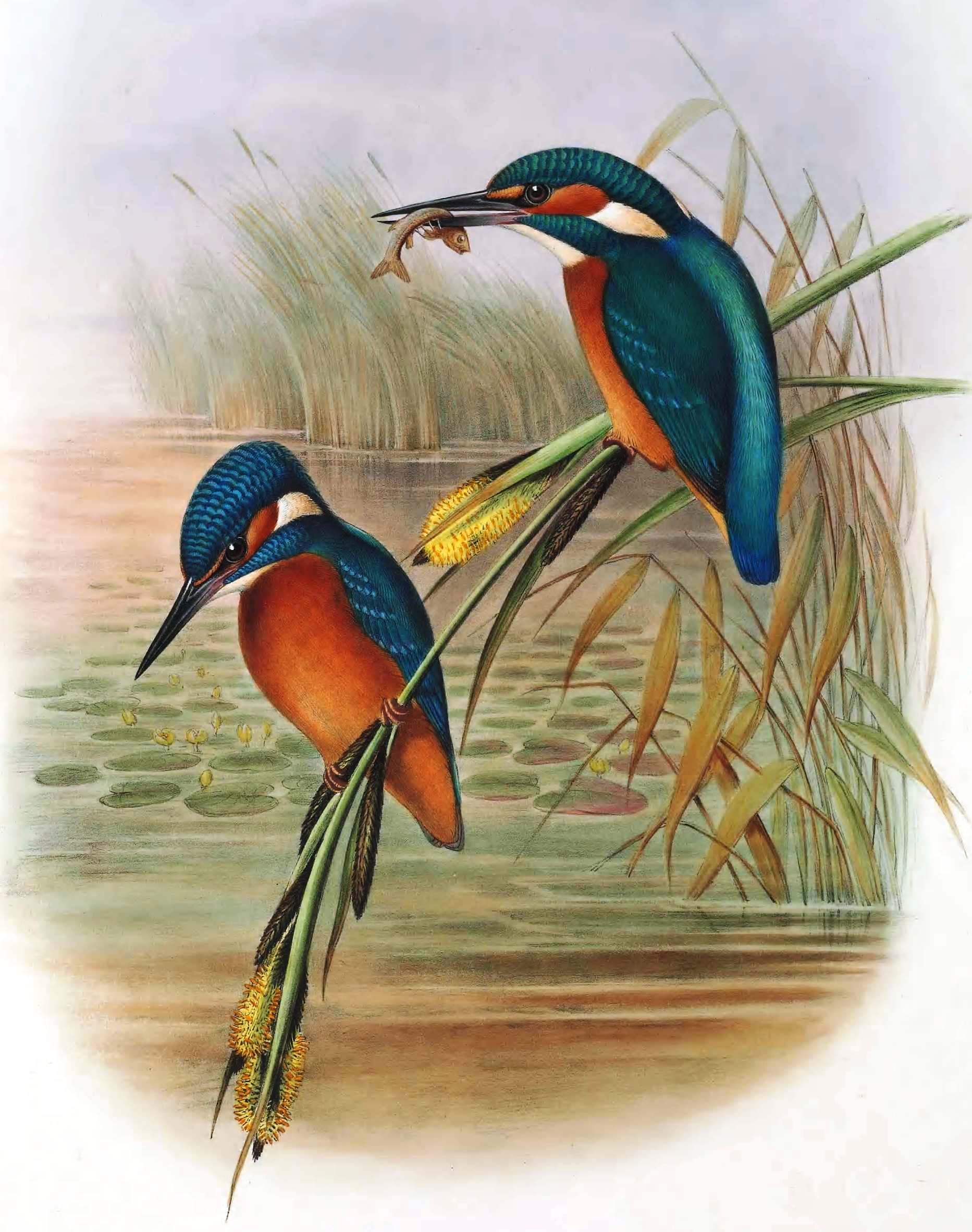
Pescărașul albastru după John Gould
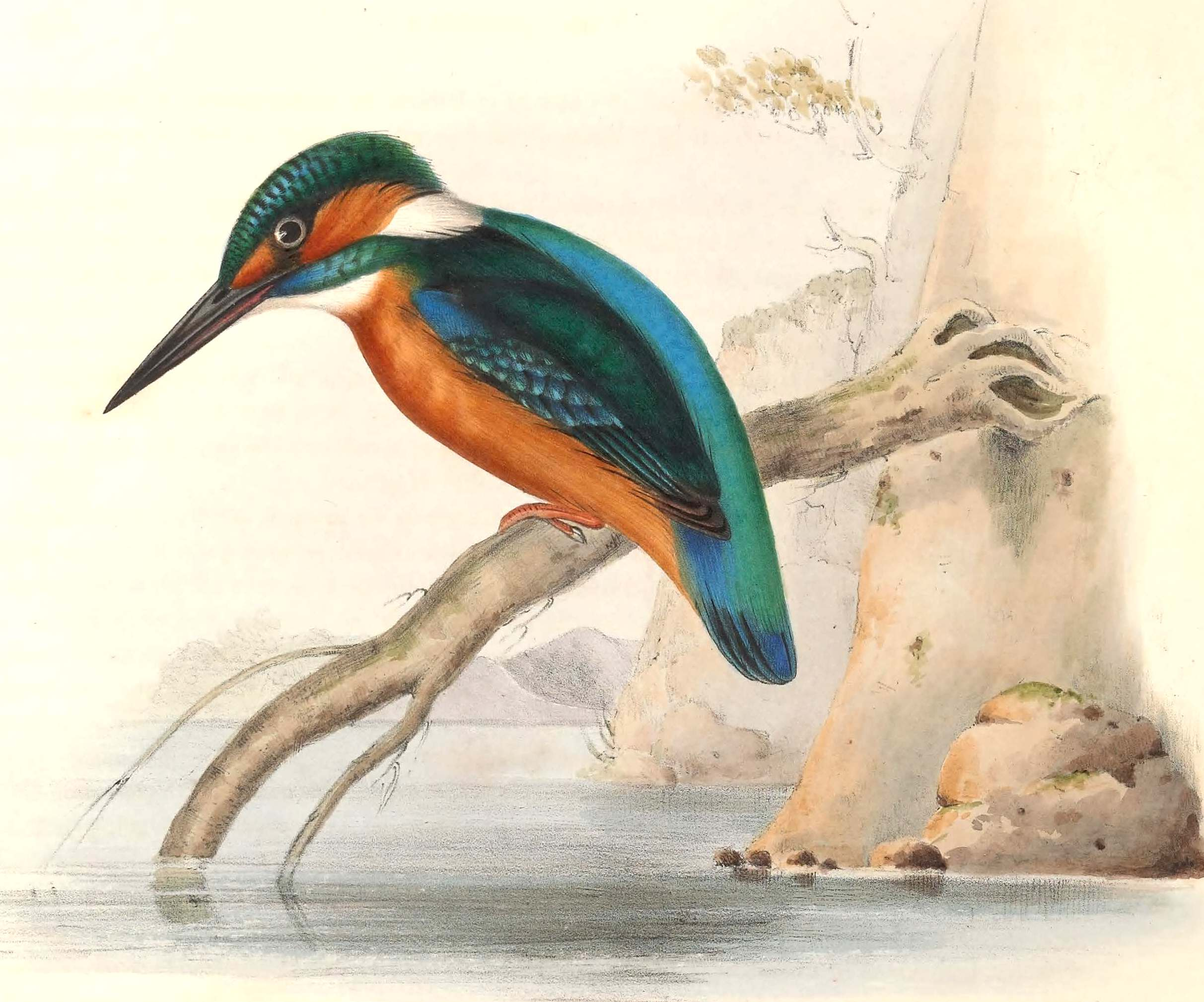
Pescărașul albastru după John Gould
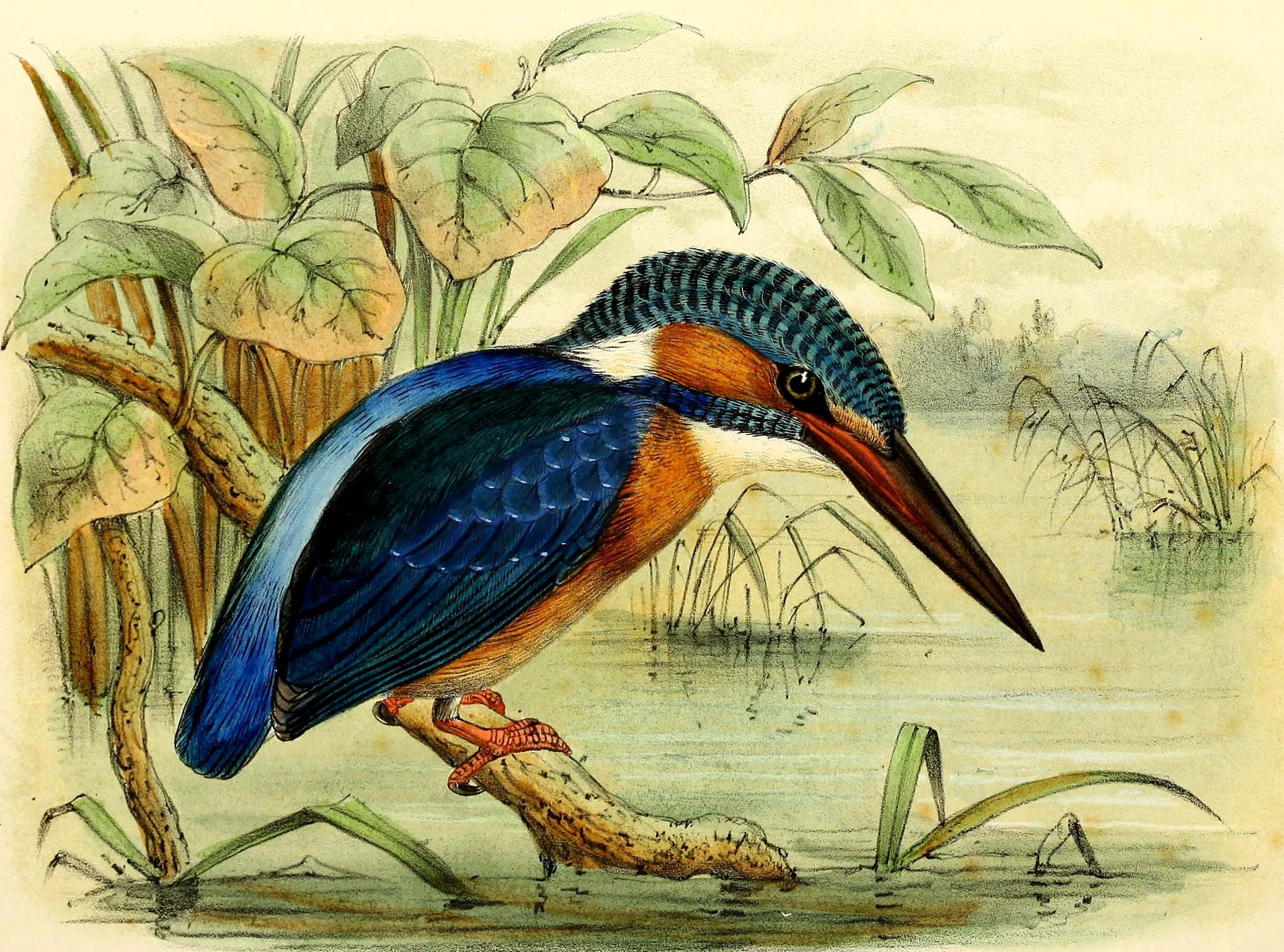
Pescărașul albastru după Keulemans
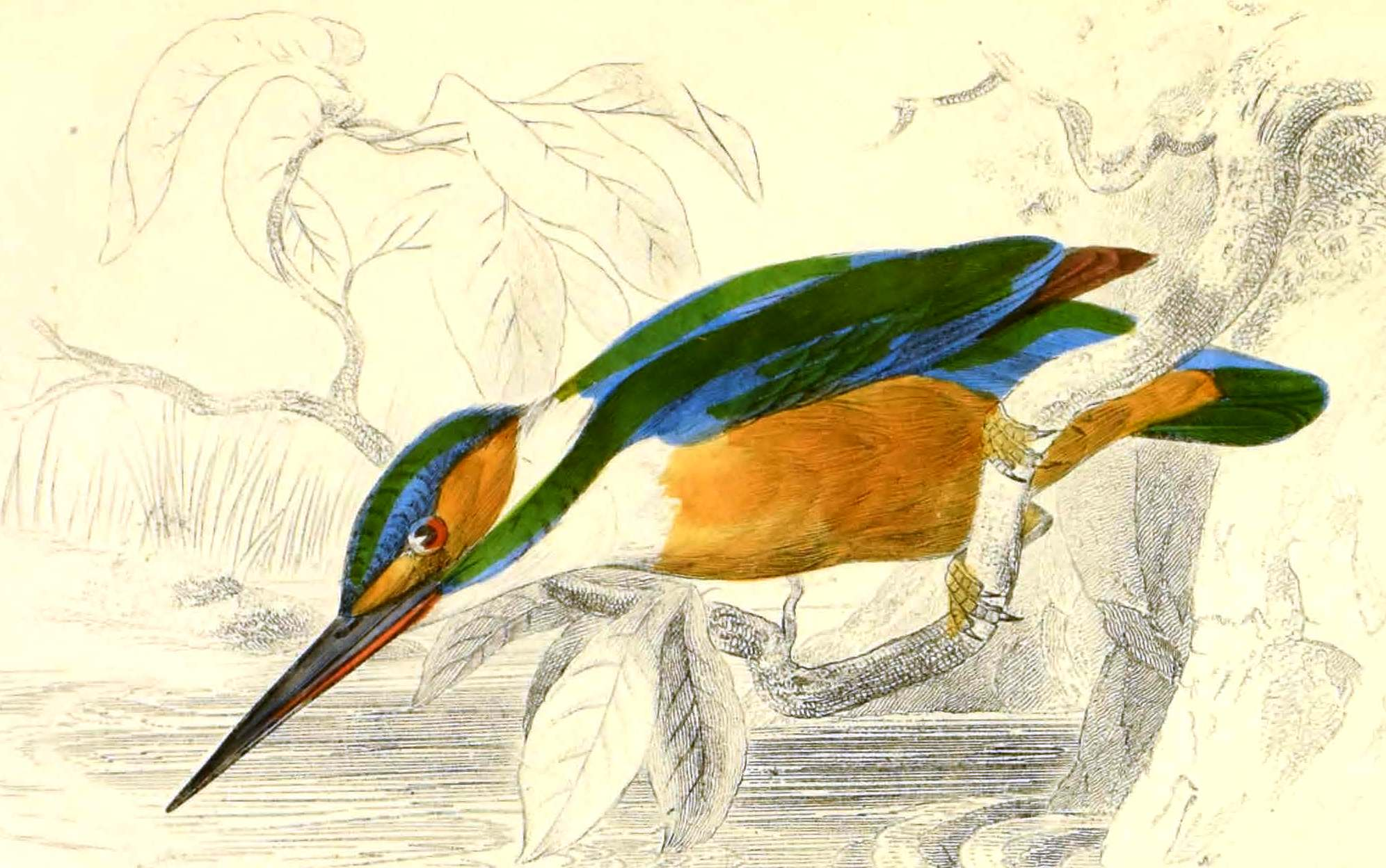
Pescărașul albastru după William Jardine
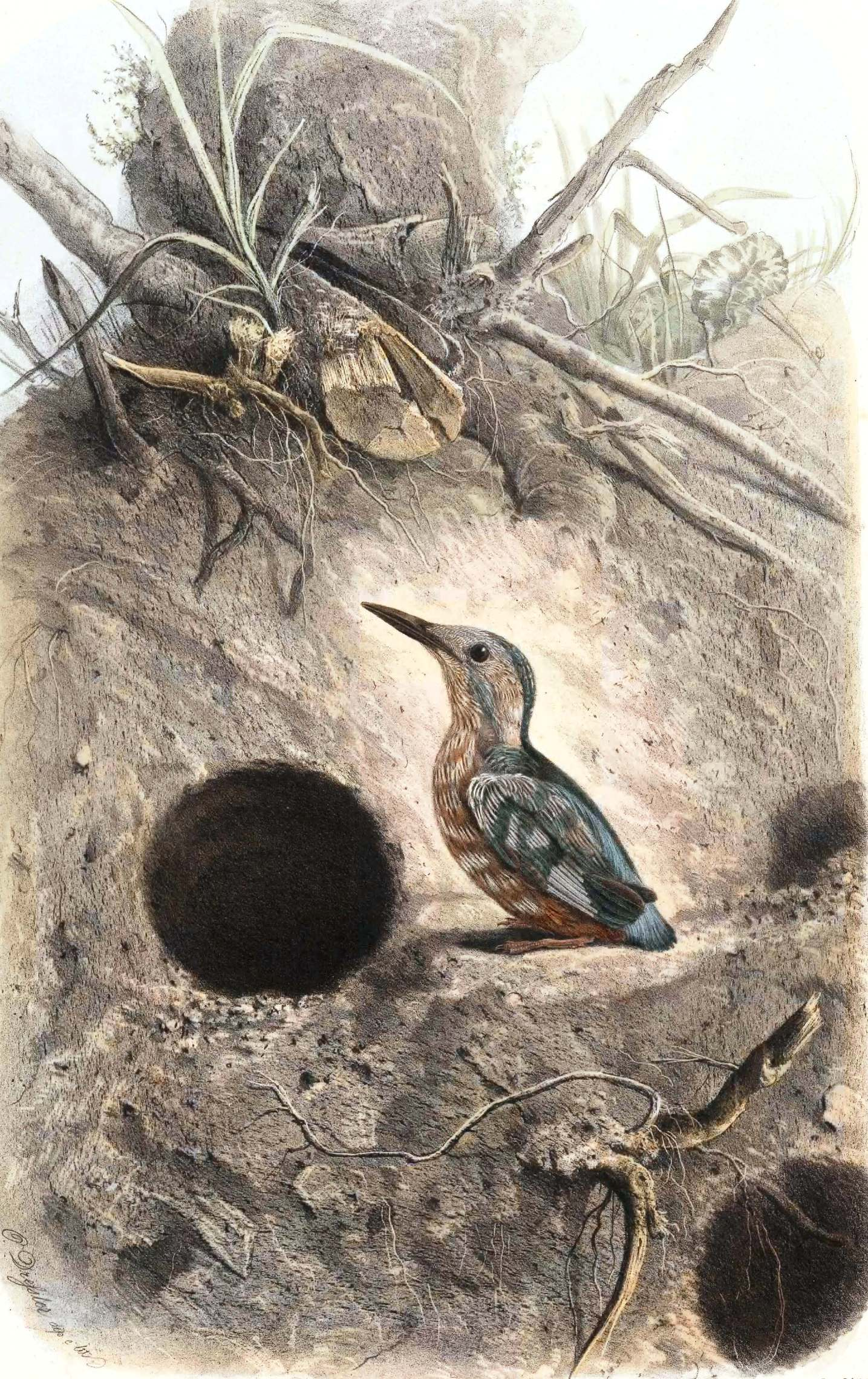
Pescărașul albastru după Eugenio Bettoni
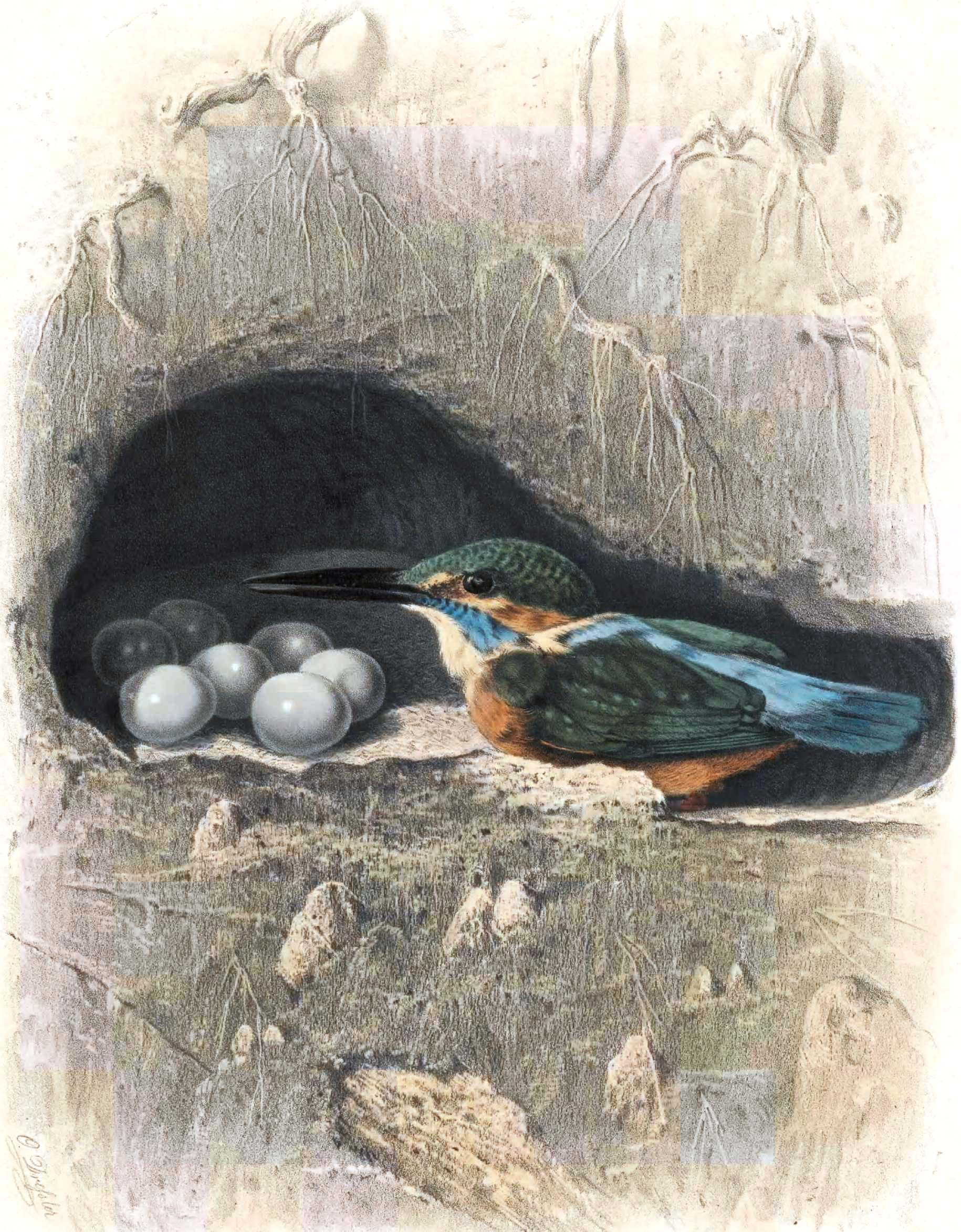
Pescărașul albastru după Eugenio Bettoni
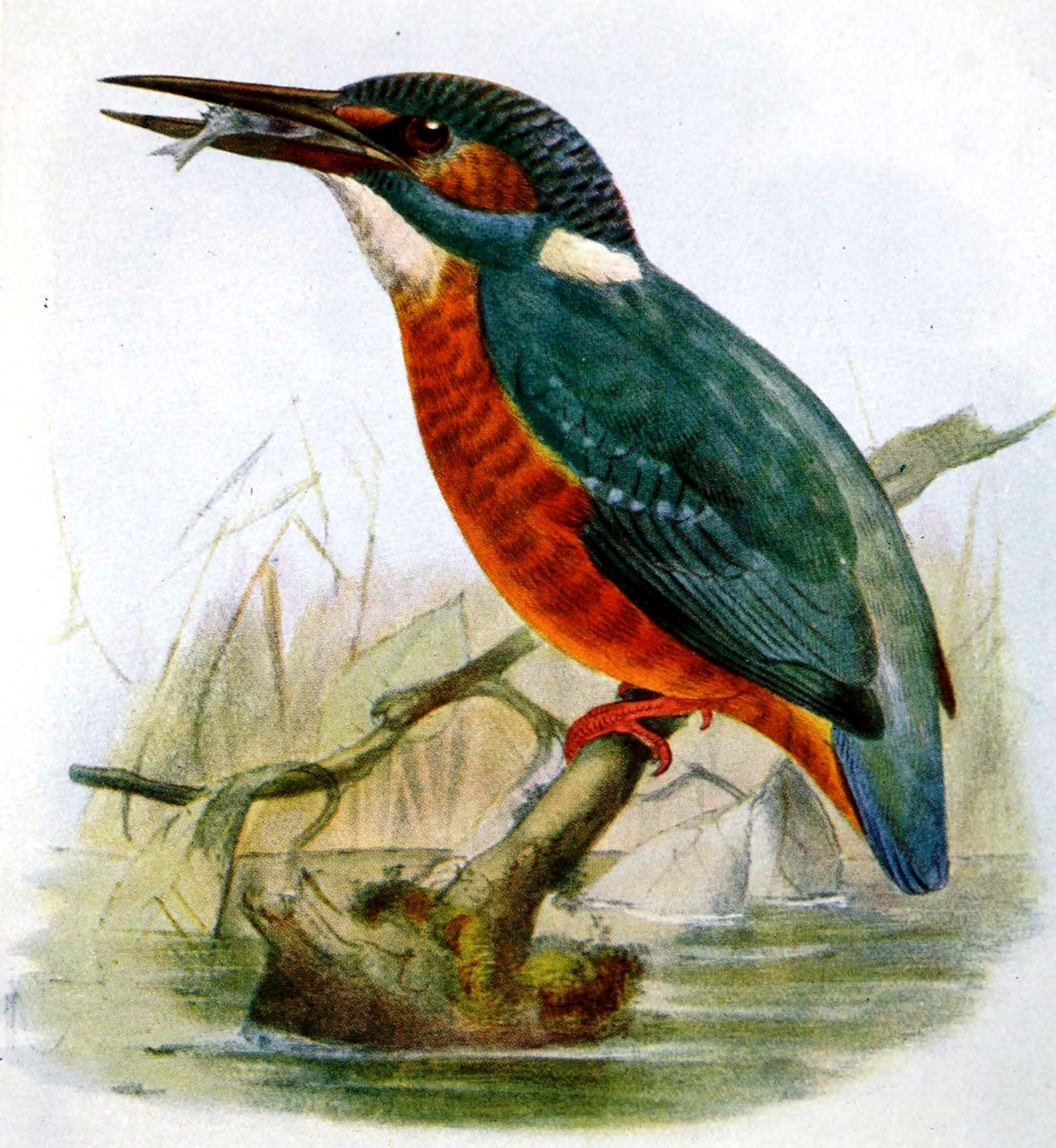
Pescărașul albastru după Lewis Bonhote
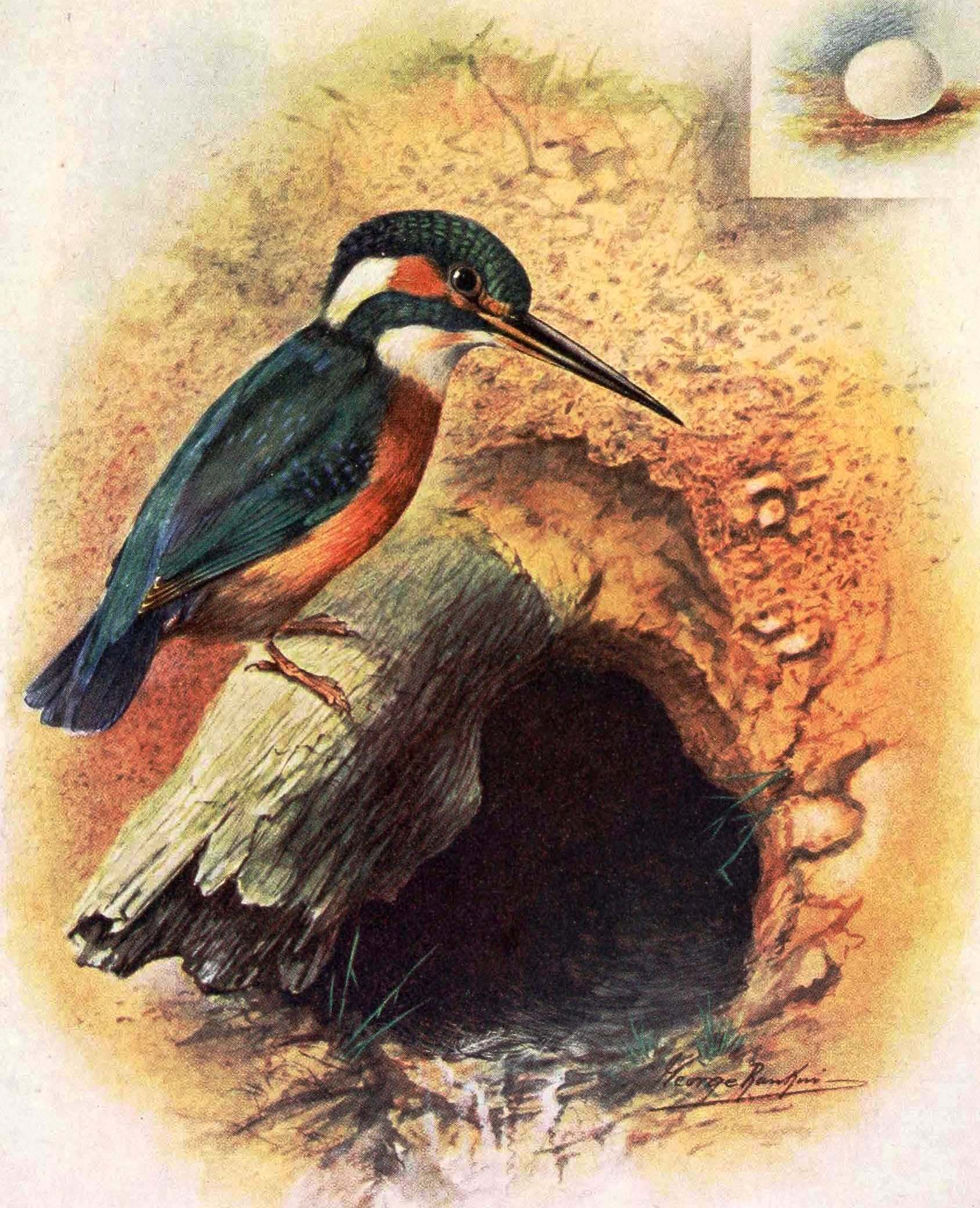
Pescărașul albastru după Landsborough Thomson
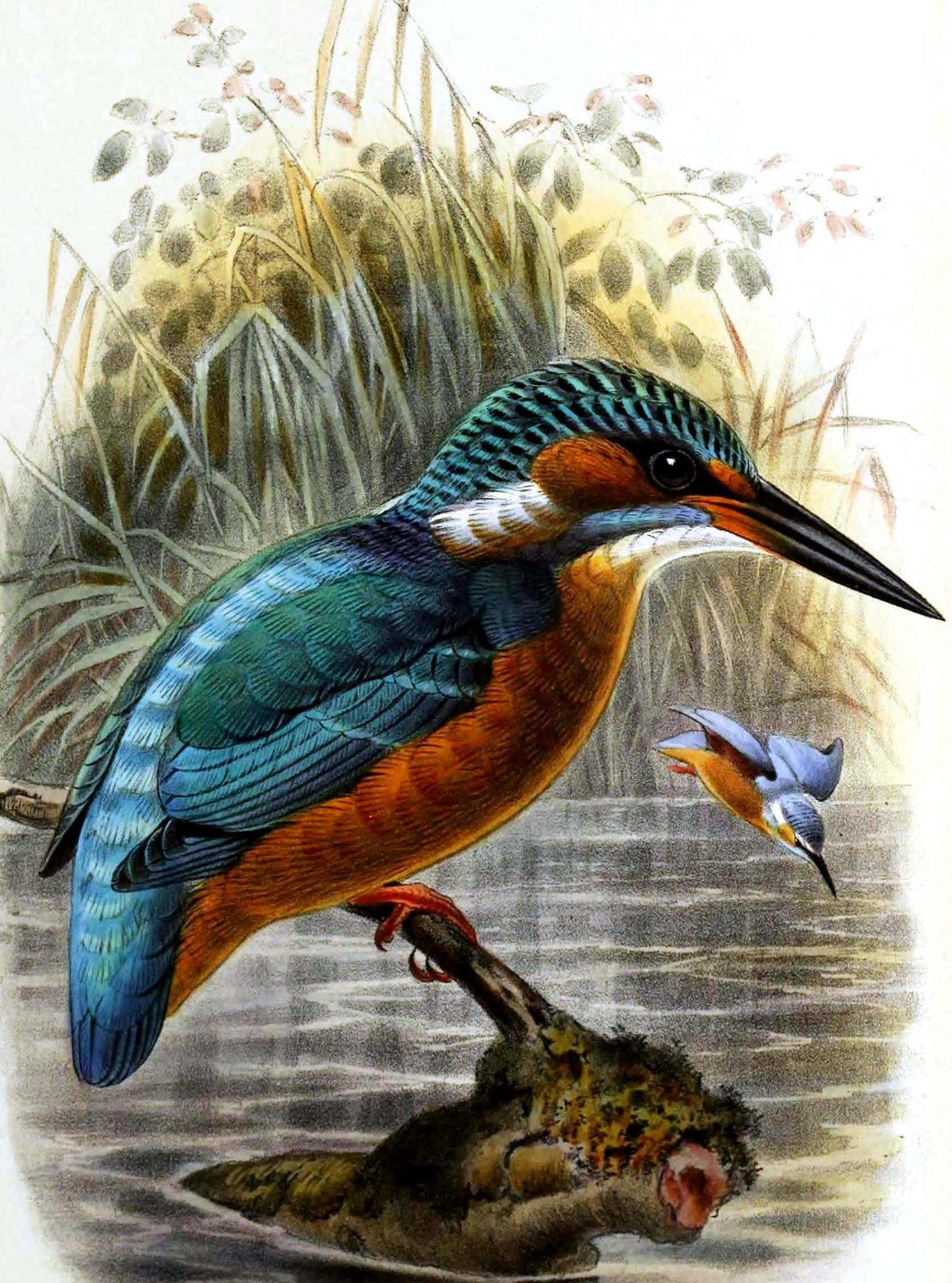
Pescărașul albastru după Lord Lilford
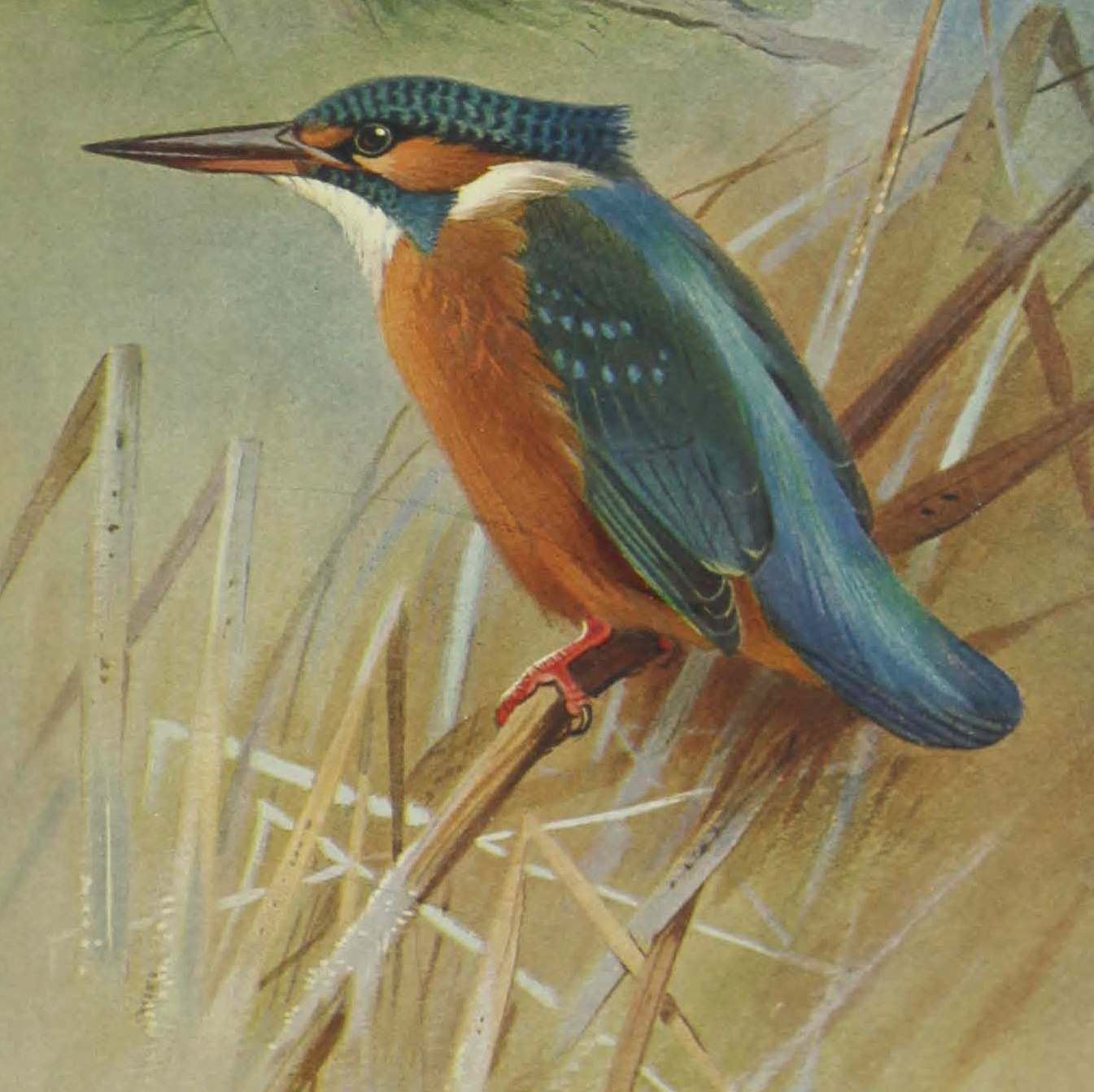
Pescărașul albastru după Archibald Thorburn
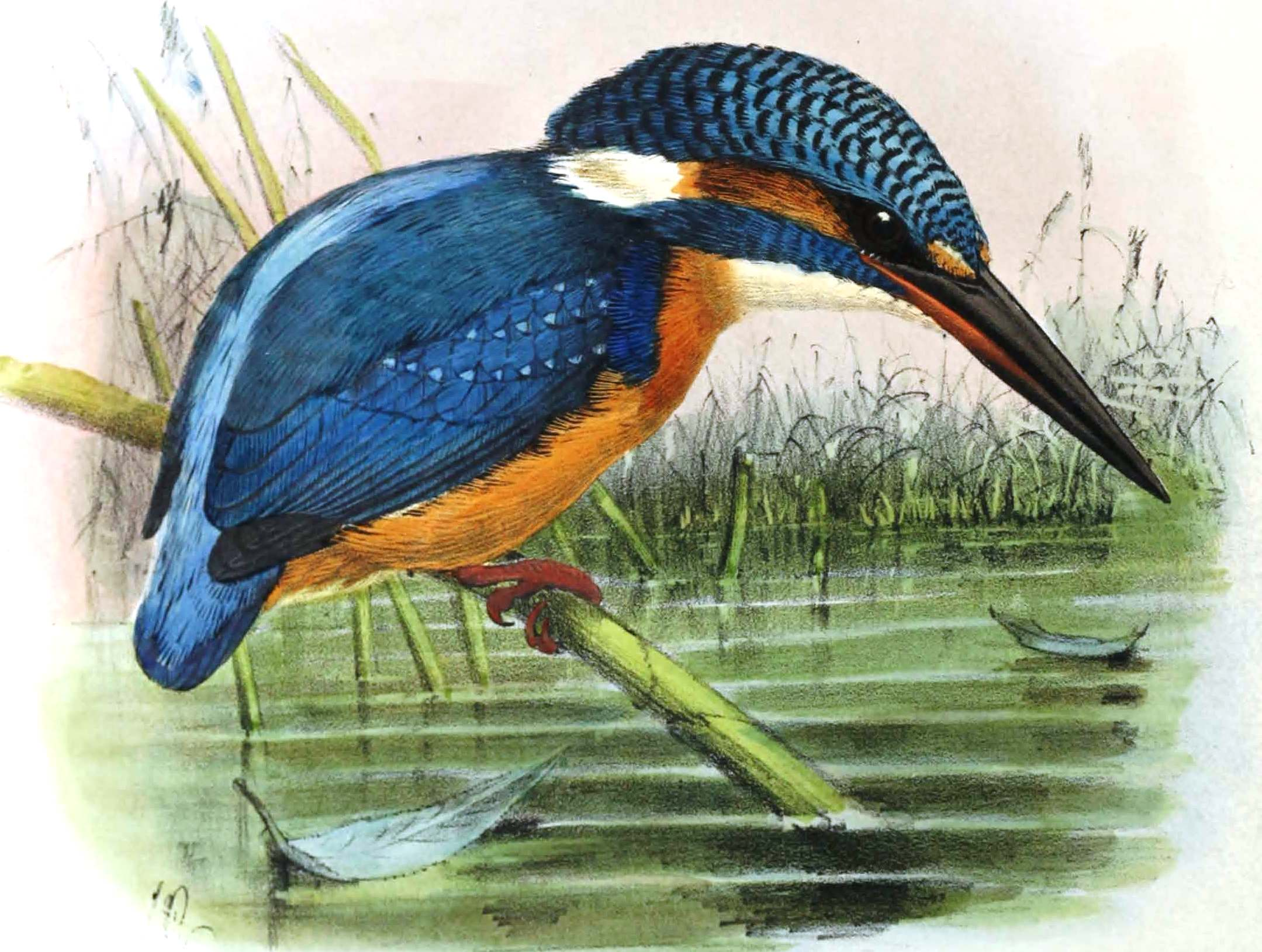
Pescărașul albastru după Sharpe
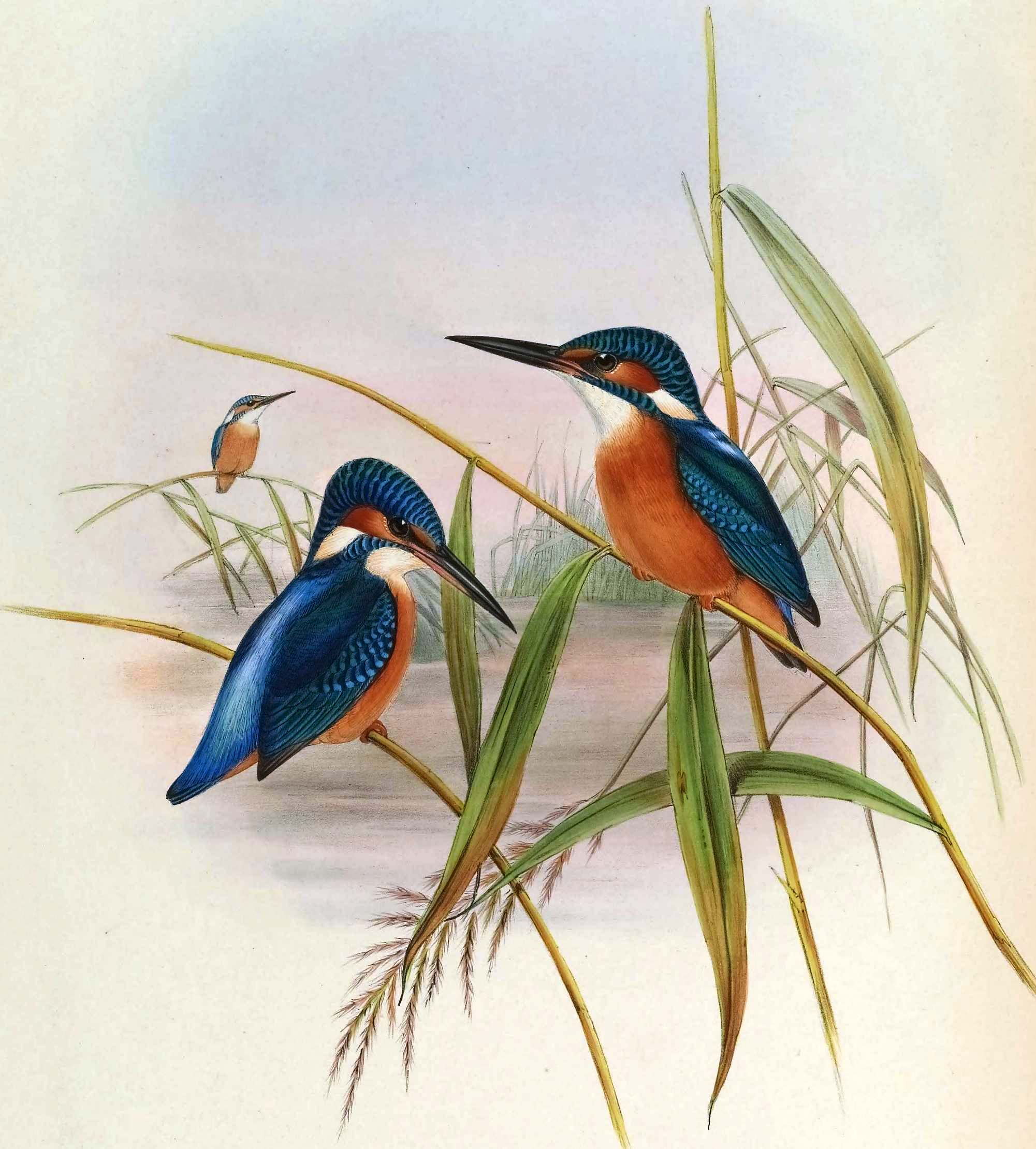
Pescărașul albastru (subspecia bengalensis) după Lord Lilford
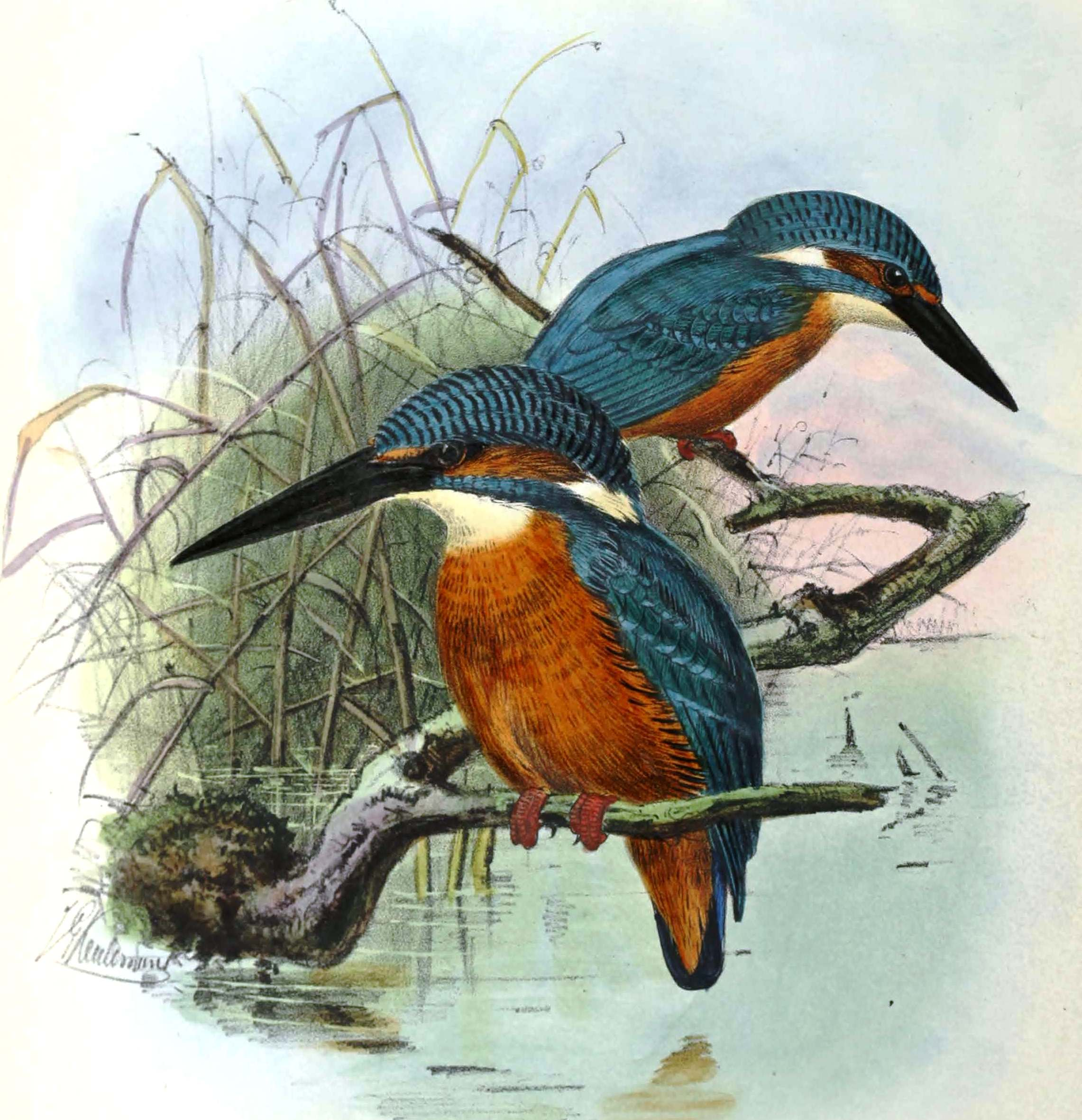
Pescărașul albastru (subspecia bengalensis) după Sharpe
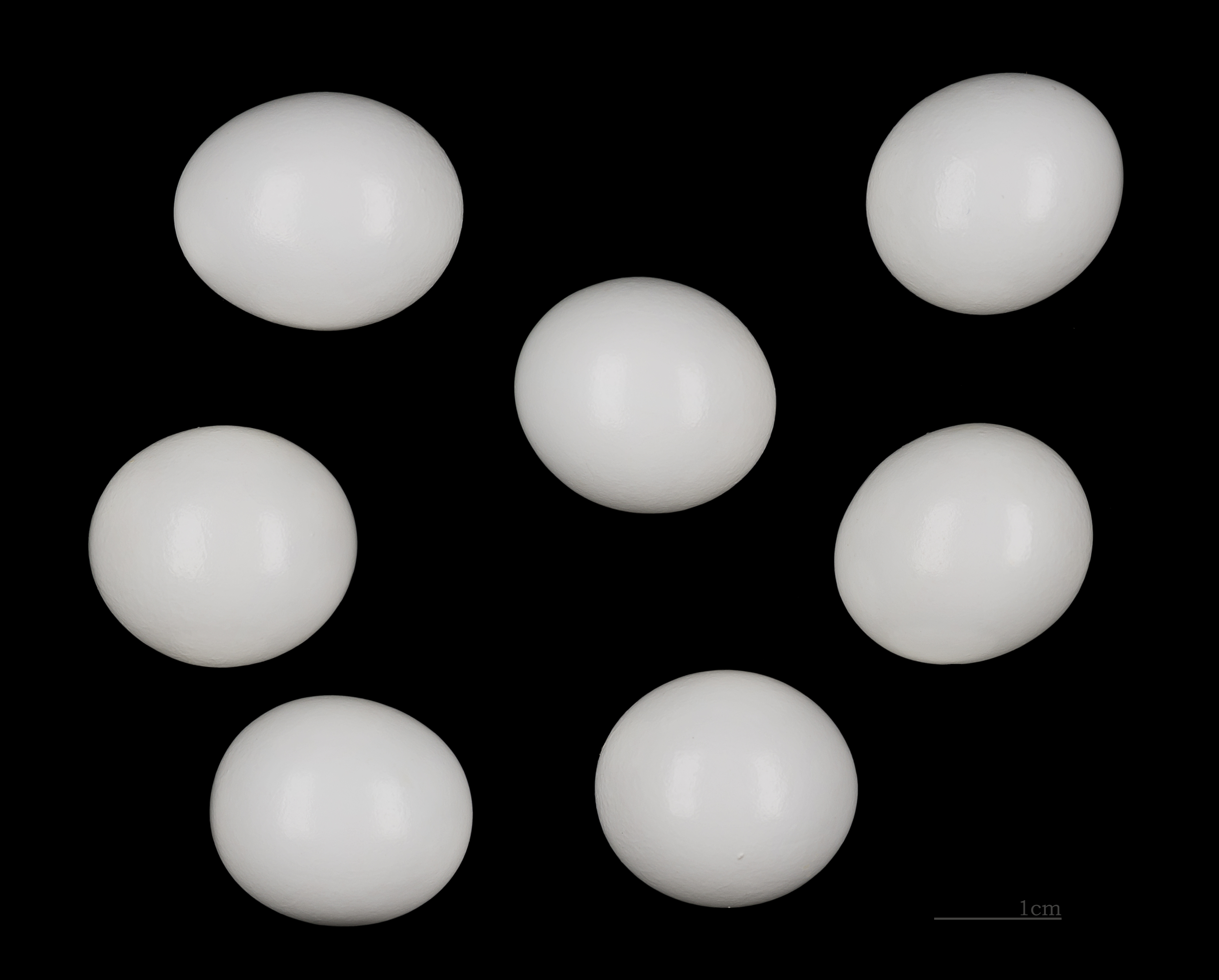
Alcedo atthis

## Legături externe
- Pescăraș albastru Alcedo atthis. SOR Arhivat în 26 august 2017, la Wayback Machine.
- Pescăraș albastru / Alcedo atthis. RomBird
- Common Kingfisher   Alcedo atthis. The Internet Bird Collection (IBC). Video
- Common Kingfisher Alcedo atthis. eBird
- Common Kingfisher (Alcedo atthis). BirdGuides
- Martin-pêcheur d'Europe Alcedo atthis - Common Kingfisher. Oiseaux.net
- Martin-pêcheur d'Europe Alcedo atthis - Common Kingfisher. Photos, Oiseaux.net.
- Alcedo atthis (Linnaeus, 1758) - Обыкновенный зимородок. Позвоночные животные России Arhivat în 3 ianuarie 2020, la Wayback Machine.
- Зимородок обыкновенный Alcedo atthis (Linnaeus, 1758) Common Kingfisher. Птицы Казахстана Arhivat în 25 februarie 2018, la Wayback Machine.
- Vodomar – Alcedo atthis - Common kingfisher. Youtube Video
- 4K Common Kingfisher, Eisvogel (Alcedo atthis). Moseltal, Germany. Youtube Video
- Kingfisher. BBC Earth Video
- Common Kingfisher videos, photos & sounds on the Internet Bird Collection
- Ageing and sexing (PDF; 5.3 MB) Arhivat în 12 noiembrie 2013, la Wayback Machine. by Javier Blasco-Zumeta & Gerd-Michael Heinze
- Clip video despre Alcedo atthis la Internet Bird Collection
- Der Eisvogel bei NABU mit Klangbeispiel
- Der Eisvogel bei Birdlife Arhivat în 27 septembrie 2007, la Wayback Machine. (PDF-Datei; 500 kB)